# Bistum Cefalù
Das Bistum Cefalù (lateinisch Dioecesis Cephaludensis, italienisch Diocesi di Cefalù) ist eine auf Sizilien gelegene Diözese der römisch-katholischen Kirche in Italien mit Sitz in Cefalù. 
Es gehört zu der Kirchenprovinz Palermo der Kirchenregion Sizilien und ist ein Suffraganbistum des Erzbistums Palermo.

## Geschichte

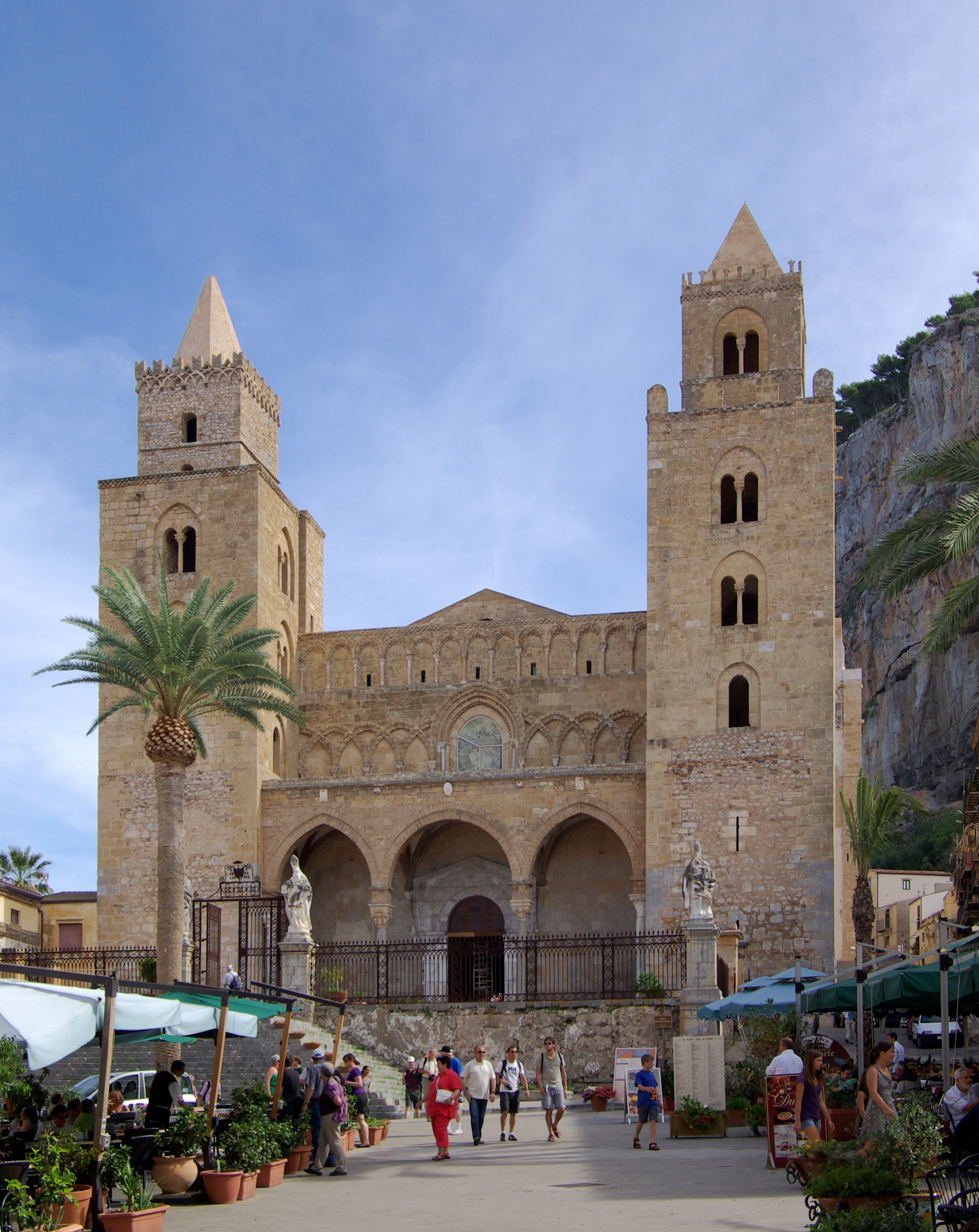
Kathedrale Santissimo Salvatore

Das Bistum (ό Κεφαλουδίου)  ist seit dem Ende des 8. Jh. in den griechischen Bischofslisten (notitiae episcopatuum) belegt. Namentlich bekannt ist nur Niketas, der 869-70 am Konzil in Konstantinopel teilgenommen hat. Unter der arabischen Herrschaft dürfte das Bistum untergegangen sein. Zwischen dem Südturm und der Ecke des Portikus des heutigen Doms wurde ein Mosaikfußboden gefunden, der einer spätantik-byzantinischen (6.–8. Jhd.) einschiffigen kleinen Basilika zugeordnet wird. Sie liegt über einer Straße aus der Zeit des Augustus und könnte die Bischofskirche gewesen sein. Aus diesem Bauwerk stammen wohl auch die Türpfosten aus Marmor, die unter der Bema des Rogerdoms wiederverwendet worden sind.
Das Kanonikerstift Cefalù wurde 1131 durch Anaklet II. auf Bitten Rogers II. zum Bistumssitz erhoben. Erster Bischof wurde Iocelmus, zuvor Prior von S. Maria di Bagnara (1131–1146), der allerdings ab 1139 nur noch als Elekt bezeichnet wird. Auch seine Nachfolger Harduin (1150–1156) und Daniel (1157) erlangten die kanonische Weihe nicht. Erst Boso (1157–1172) konnte die volle Bischofswürde erlangen.  Bis Ende 1166 bezeichnete er sich als Elekt, nach der Anerkennung durch Alexander III. nannte er sich primus Cephaludi episcopus.
Cefalù war gemeinsam mit Lipari-Patti dem Erzbistum Messina als Suffraganbistum zugeordnet. 1844 wurde es dem Erzbistum Palermo als Suffragan unterstellt.

### Archivalien
1857 wurde ein kleinerer Teil des Archivs, der aber fast alle älteren Urkunden umfasst, in das Staatsarchiv Palermo überführt (Tabulario della Chiesa Vescovile di Cefalù), der größere Rest liegt im Archivio Capitolare zu Cefalù. Auch das 1329–1330 angelegte Kopialbuch, der Rollus Rubeus, der auch Nachrichten über heute verlorene Dokumente enthält, liegt im Archivio di Stato.